# Russi (Emilia-Romagna)

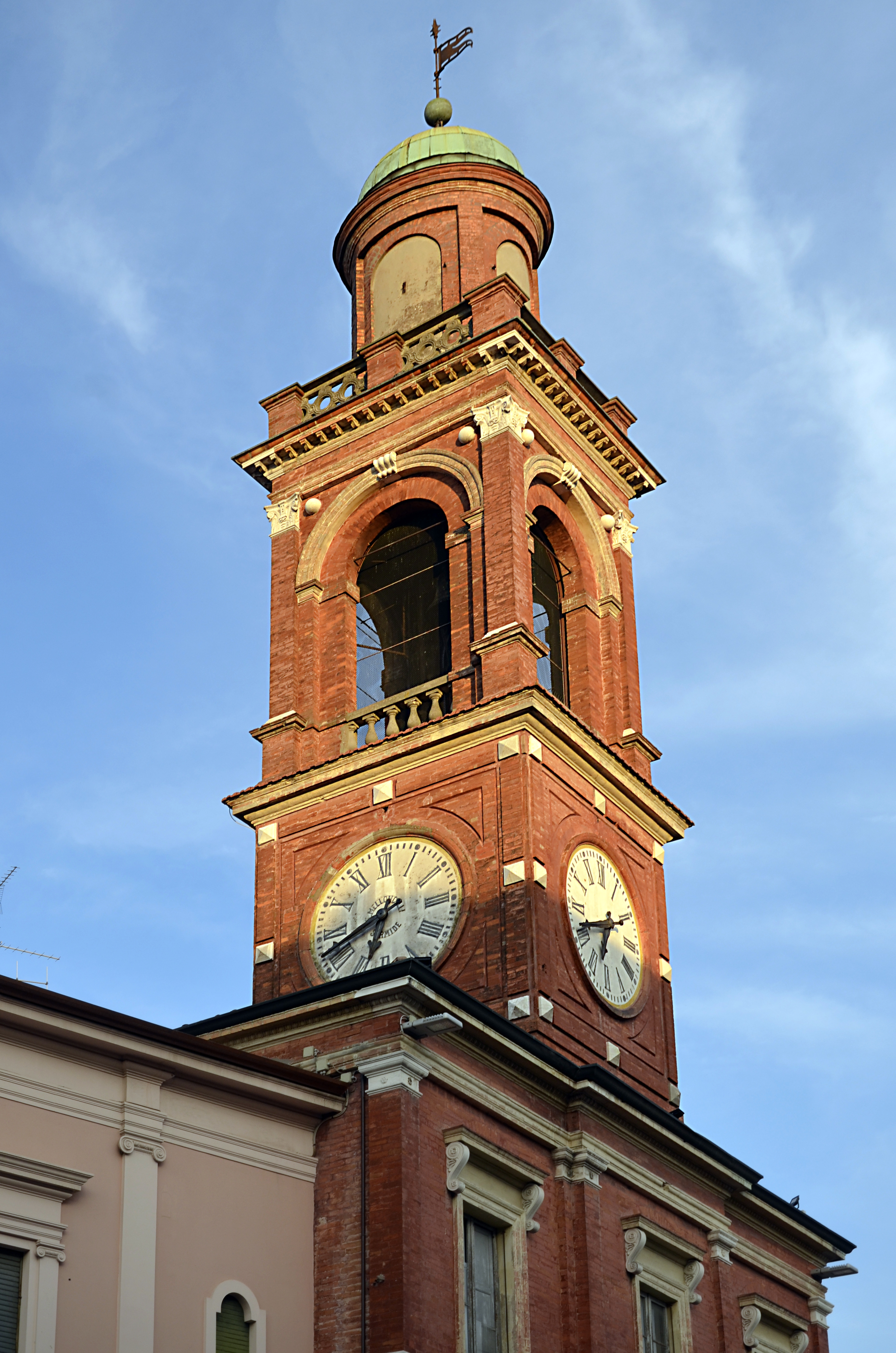
Uhrturm in Russi

Russi ist eine comune (Gemeinde) mit 12.285 Einwohnern (Stand 31. Dezember 2023) in der Provinz Ravenna in der italienischen Region Emilia-Romagna. Die Gemeinde liegt ca. 60 km östlich von Bologna und etwa 14 km im Südwesten Ravennas. Die Landgröße beträgt 46,1 km².
Die Gemeinde Russi enthält die frazioni (Unterteilungen, besonders Dörfer und kleinere Ortschaften) Godo, San Pancrazio, Cortina, Chiesuola, Pezzolo, Borgo Zampartino, Borgo Violetta sowie Borgo Testi Rasponi.
Russi grenzt an folgende Gemeinden: Bagnacavallo, Faenza, Forlì, Ravenna.

## Partnerschaften
Russi ist mit den Gemeinden Saluggia im Piemont (Italien), Bopfingen in Baden-Württemberg (Deutschland) und Beaumont im Département Puy-de-Dôme (Frankreich) durch Partnerschaften verbunden.

## Söhne und Töchter der Gemeinde
- Luigi Amaducci (1924–2010), Erzbischof von Ravenna-Cervia
- Eraldo Baldini (* 1952), Schriftsteller
- Giuseppe Baldini (1922–2009), Fußballspieler und -trainer
- Luigi Carlo Farini (1812–1866), Politiker
- Paolo Pezzi (* 1960), Erzbischof von Moskau